# Élie Le Goff
Pour les articles homonymes, voir Le Goff.
Élie Jean Marie Le Goff est un sculpteur français né le 1er mars 1858 à Saint-Brieuc où il est mort le 30 juin 1938.

## Biographie
Élie Le Goff est l'élève d'Henri Chapu et de Paul Guibé.
Il est le père d'une fille et de trois fils, Paul, Élie et Henri, artistes et sculpteurs comme lui, morts au combat pendant la Première Guerre mondiale. En hommage, la rue, où est domicilié Élie Le Goff, prendra le nom de « rue des Trois-Frères-Le Goff ». 
Il est inhumé au cimetière Saint-Michel de Saint-Brieuc (en).

## Distinctions
- Chevalier de la Légion d'honneur. Élie Le Goff est nommé chevalier de l'ordre national de la Légion d'honneur par décret du 17 décembre 1935[3].

## Œuvres

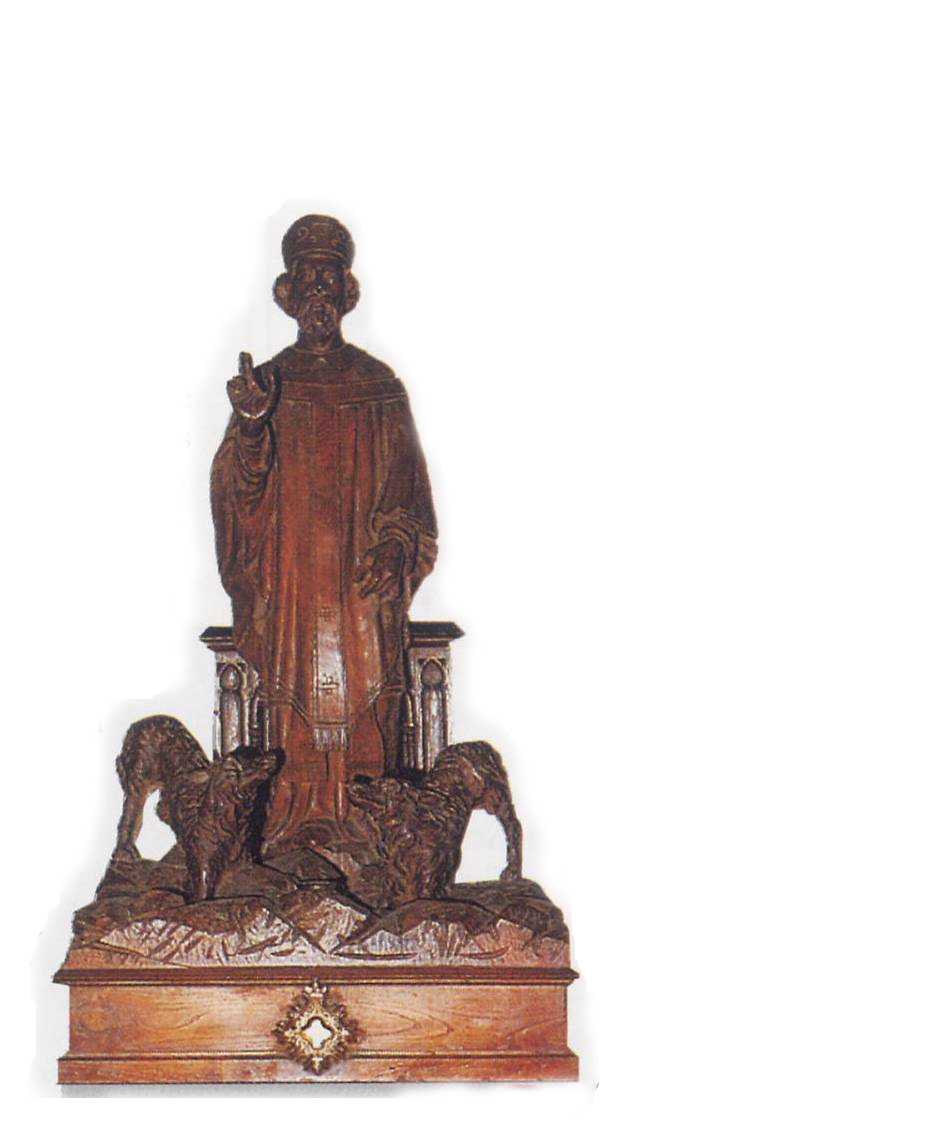
Saint Brieuc et le miracle des loups (1891), bois, Saint-Brieuc, cathédrale Saint-Étienne.

### Statuettes de saints à la chapelle Notre-Dame de la Fontaine
Élie Le Goff a réalisé les statuettes des saints Brieuc et Tugdual dans la chapelle Notre-Dame de la Fontaine, symbolique de la ville de Saint Brieuc. La chapelle d'origine a été démolie en 1799 et reconstruite en 1838 par Julie Bagot. Les deux sculptures de Le Goff datent de 1896. 

### Monument à Auguste de Villiers de L'Isle-Adam

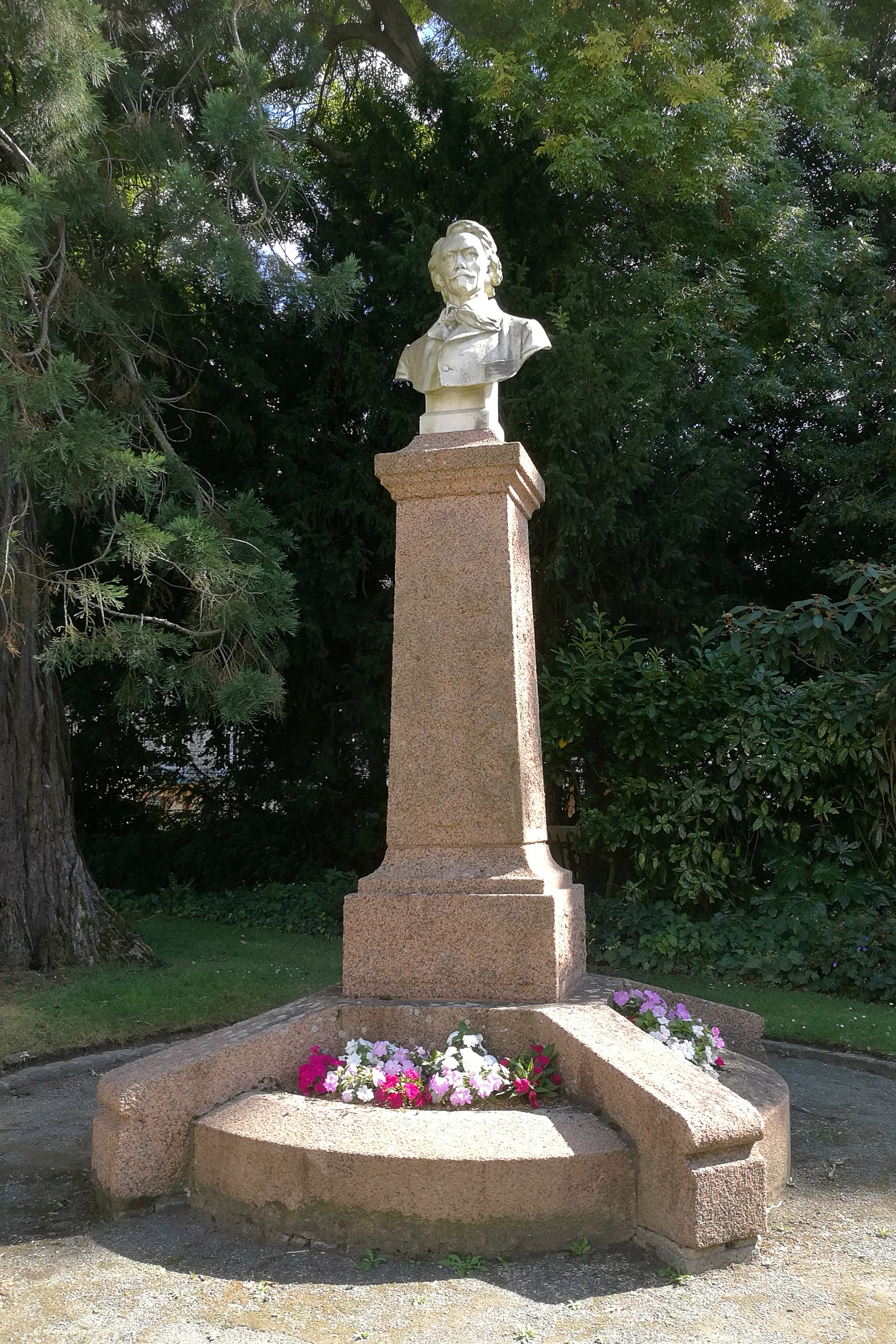
Monument à Auguste de Villiers de L'Isle-Adam (1914), Saint-Brieuc, parc des Promenades.

Élie le Goff a réalisé en 1914 un buste à l'effigie de l'écrivain symboliste français Auguste de Villiers l'Isles Adam. Ce buste est installé près de l'entrée sud du parc des Promenades de Saint-Brieuc.

### Décoration de l'église paroissiale Saint-Laurent à Callac
Le Goff sculpte les chapiteaux des colonnes bordant la nef de l'église paroissiale Saint-Laurent à Callac.

### Monument à Charles Baratoux
Ce buste de l'ancien maire de Saint-Brieuc Charles Baratoux est érigé sur la place Baratoux de cette même ville. La sculpture de Le Goff de 1906 a été utilisée en remplacement d'une sculpture de Jean Boucher de 1904, envoyée à la fonte par le régime de Vichy en 1942, dans le cadre de la mobilisation des métaux non ferreux.

### Statue de Jeanne d'Arc
Cette statue en bois est conservée dans la basilique Notre-Dame de Bon Secours de Guingamp. L'œuvre est basée sur un modèle de Jeanne d'Arc réalisé par la princesse et sculptrice Marie d'Orléans en 1838, titré Prière avant le combat. Jeanne d'Arc y est représentée en armure et portant une épée. Cette statue est flanquée de celles des saintes Catherine et Marguerite. La statue se dresse sur une colonne dont la base est ornée de bas-reliefs sur des panneaux de bois également sculptés par Le Goff.    
Ces bas-reliefs représentent : 
1. Jeanne d'Arc écoutant ses voix ;
2. Le sacre de Charles VII ;
3. Entrée triomphale à Orléans ;
4. Supplice de Jeanne d'Arc ;
5. Apothéose.

### La tombe des trois frères Le Goff
Les trois fils d'Élie Jules Le Goff sont morts pendant Première Guerre mondiale. Élie et Paul ont tous deux rejoint le 71e régiment d'infanterie en août 1914, puis sont passés au 74e régiment d'infanterie. Ils sont morts tous les deux d'une inhalation d'Ypérite à Boezinge en Belgique, le 22 avril 1915. Henri a été tué en 1918 lors des combats autour de la Meuse. Seul Henri est enterré à Saint-Brieuc au cimetière Saint-Michel, les corps des deux autres frères n'ayant pas été retrouvés.
Leur père, chargé de la décoration de leur tombeau, réalise un médaillon en haut-relief en bronze à leurs effigies. Il sculpte également une réduction en granit du groupe en haut-relief des Funérailles en Bretagne que son fils Paul avait réalisé en plâtre avant la guerre. Celui-ci représente le porche d'une chapelle d'où émergent trois générations de femmes bretonnes en vêtements de deuil,.

Tombe des trois frères Le Goff, Saint-Brieuc, cimetière Saint-Michel
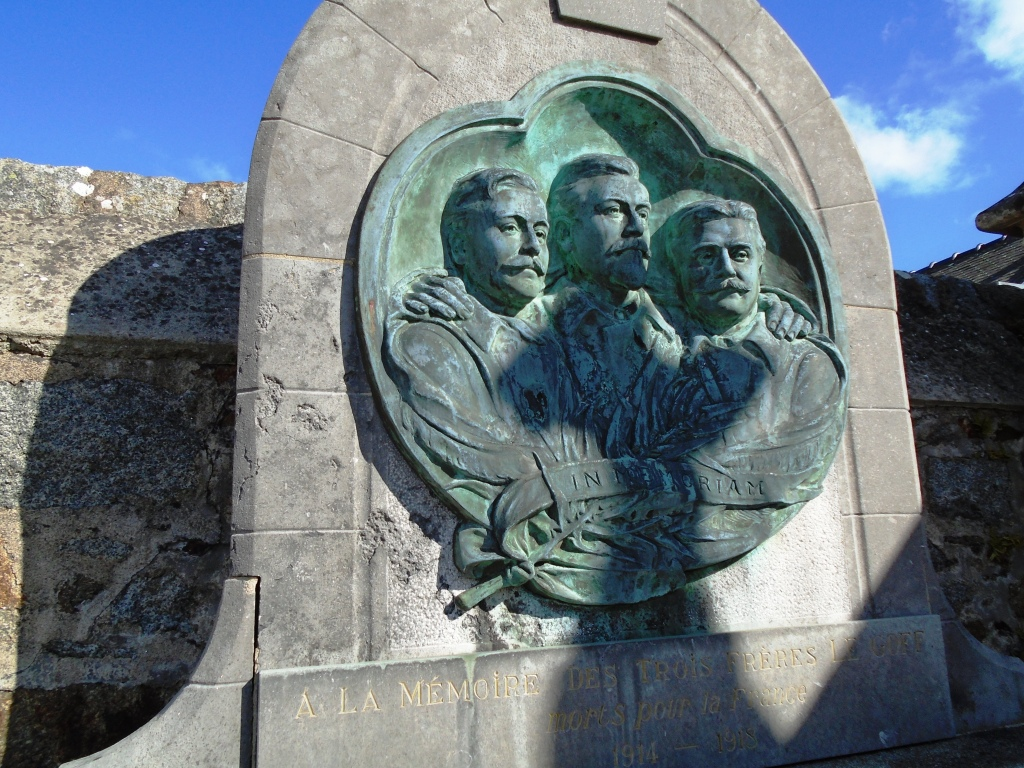
Le médaillon en bronze par Élie Jules Le Goff figurant de gauche à droite Élie, Paul et Henri.
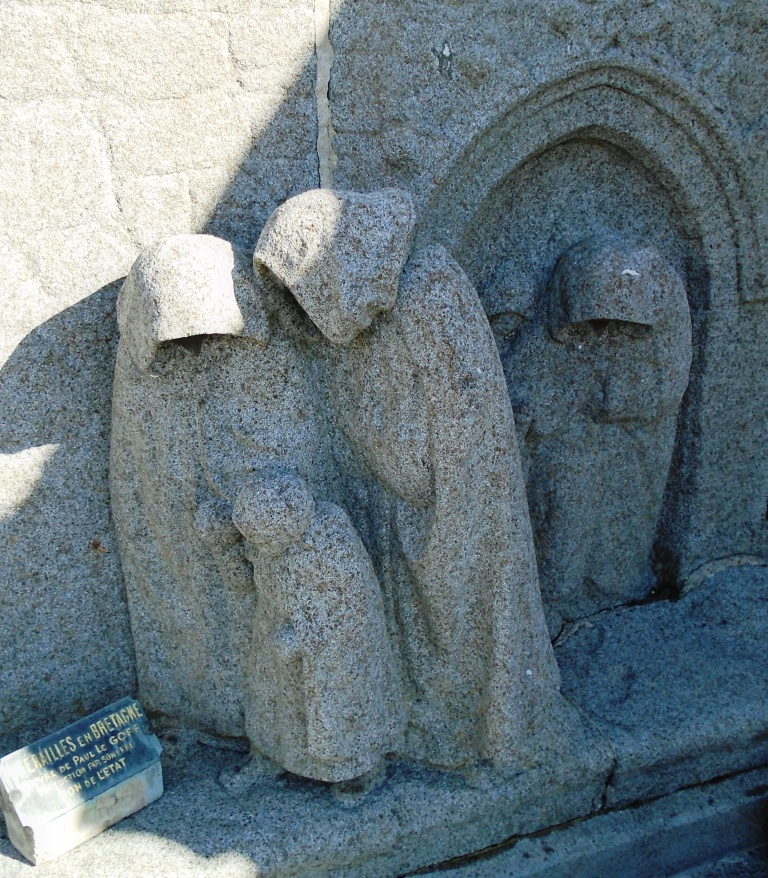
Détail des Funérailles en Bretagne de Paul Le Goff, réduction en granit par Élie Jules Le Goff.

## Monuments aux morts
Lui-même directement touché par la perte de ses fils pendant la première guerre mondiale, Élie Le Goff a réalisé plus d'une vingtaine de monuments aux morts.

### Le Poilu
Le modèle, très proche du Poilu victorieux d'Eugène Bénet, représente un poilu debout, brandissant une palme de laurier au ciel de la main gauche, le pied gauche sur un fût de canon brisé d'une pièce d'artillerie, tenant de la main droite par le canon son fusil posé sur un casque à pointe renversé. Il est édité par la fonderie Kerloc à Auray, avec une variation du couvre-chef qui figure soit un casque de soldat, soit un béret de marin. Le plus souvent, la statue est en fonte ou en bronze, parfois polychrome, et est érigée sur un piédestal en pierre,. Pendant la Seconde Guerre mondiale, certains de ces monuments aux morts ont été volontairement endommagés par les autorités allemandes, car la statue symbolise la défaite de l'Allemagne à l'issue de la Première Guerre mondiale.
Ce type de monument aux morts est visible à :
- Belz (1925), Brech , Étel, Quistinic (1922) dans le Morbihan ;
- Merdrignac (1921), Plélo, Plémet (1922), Saint-Nicolas-du-Pélem dans les Côtes-d'Armor ;
- Plélan-le-Grand (1923-1924) en Ille-et-Vilaine, réalisé en kersantite.

### LeCoq
Le modèle du Coq figure l'emblématique gallinacé surmontant un piédestal quadrangulaire, type obélisque sur socle, le coq tantôt terrassant un aigle, tantôt son ergot droit posé sur un casque allemand.
Ce modèle constitue les monuments aux morts de :
- Hennebont (1921) dans le Morbihan[16] ;
- Pléguien (1920), Plérin (1919), Plouézec (1921), Saint-Jacut-de-la-Mer (1925)[17],[18] dans les Côtes-d'Armor.

### Monument aux morts de Quintin
Le Monument aux morts de Quintin est composé d'un piédestal en pierre supportant un menhir en granit orné du médaillon du buste d'un poilu casqué et armé, menhir au pied duquel figure un groupe en haut-relief d'une paysanne assise désignant le soldat à son enfant debout, une houe à la main. Au dos du menhir figurent les armoiries de la Ville de Quintin.

### Monument aux morts de Lamballe
Le groupe en pierre du Monument au mort de Lamballe représente un officier prenant appui sur le fut d'un canon, tenant son sabre et soutenant un poilu mourant,.    

### Monument aux morts de Lanvollon
Le Monument au mort de Lanvollon en granit de 1922 représente Jeanne d'Arc debout, les bras croisés enserrant un drapeau. Le piédestal est orné d'un bas-relief représentant le buste d'un poilu de profil sur fond de palme,.

### Monument aux morts de Saint-Caradec
Le Monument au mort de Saint-Caradec est composé d'une croix de guerre en bronze surmontant un obélisque en pierre orné de palmes en bronze.

### Monument paroissiale de Ploumagoar
Ce Monument Paroissiale de Ploumagoar est composé d'une plaque commémorative en marbre ornée en son centre d'un médaillon chantourné daté 1919, représentant un poilu mourant adossé à un arbre et soutenu par un prêtre, face à un crucifix.

### Monument aux morts de Pordic
Le Monument aux morts de Pordic est composée d'un obélisque surmonté d'une croix latine en fer forgé, sur un piédestal octogonal en granite.

## Œuvres funéraires

### Saint-Brieuc
Au cimetière Saint-Michel de Saint-Brieuc, Élie Le Goff a réalisé des médaillons de portrait en bronze, pour la famille Wernert-Le Restif, pour Pierre Giffard et pour Alexandre Nouet.

### Nécropole de Belle-Motte en Belgique

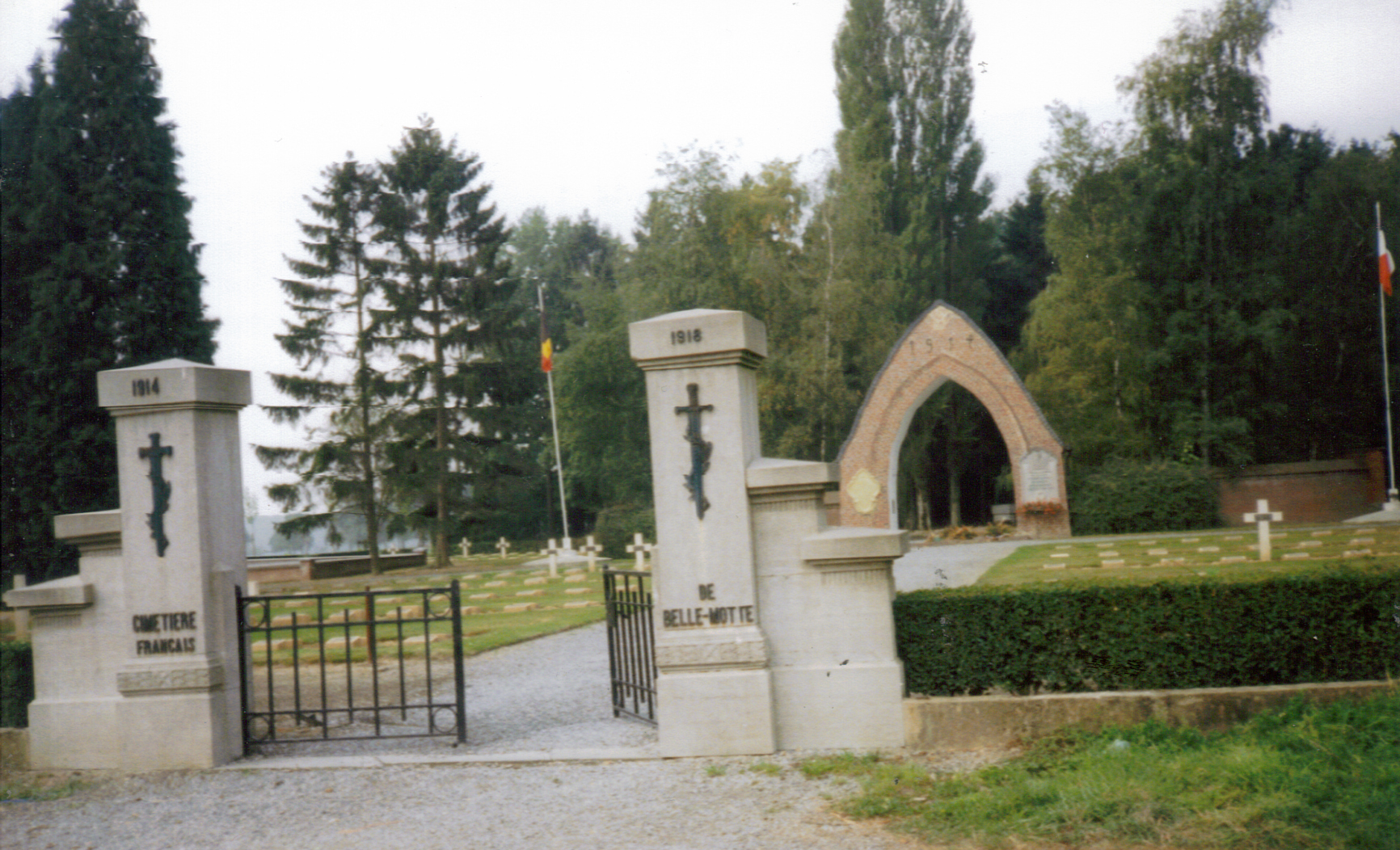
L'arche gothique de Belle-Motte.

La nécropole de Belle-Motte, cimetière militaire à la frontière d'Aiseau-Presles et Fosse-la-Ville en Belgique,  comporte 4 057 tombes de soldats français (Bordelais, Bretons, Normands, ou Nord-Africains). Au centre de ce cimetière se trouve une arche de style gothique et à l'intérieur de l'arche se trouve un bas-relief en bronze d'Élie Le Goff représentant le profil d'Ernest Cotelle, originaire de Saint-Brieuc comme lui, dont deux de ses fils, Georges et Henri reposent à Belle-Motte. De 1919 à 1934, le professeur Cotelle avait organisé des conférences mémorielles, à Belle-Motte.

### Autres œuvres
- L'Enfant rieur.
- Le fronton des postes de la Ville de Saint-Brieuc[28].